# Neuquenaphis
Neuquenaphis är ett släkte av insekter. Neuquenaphis ingår i familjen långrörsbladlöss.
Kladogram enligt Catalogue of Life:
| Neuquenaphis | \| \| Neuquenaphis bulbicauda \| \| \| \| \| \| Neuquenaphis chilensis \| \| \| \| \| \| Neuquenaphis edwardsi \| \| \| \| \| \| Neuquenaphis essigi \| \| \| \| \| \| Neuquenaphis michelbacheri \| \| \| \| \| \| Neuquenaphis neobulbicauda \| \| \| \| \| \| Neuquenaphis palliceps \| \| \| \| \| \| Neuquenaphis schlingeri \| \| \| \| \| \| Neuquenaphis sensoriata \| \| \| \| \| \| Neuquenaphis similis \| \| \| \| \| \| Neuquenaphis staryi \| \| \| \| \| \| Neuquenaphis valdiviana \| \| \| \| |
|              | \| \| Neuquenaphis bulbicauda \| \| \| \| \| \| Neuquenaphis chilensis \| \| \| \| \| \| Neuquenaphis edwardsi \| \| \| \| \| \| Neuquenaphis essigi \| \| \| \| \| \| Neuquenaphis michelbacheri \| \| \| \| \| \| Neuquenaphis neobulbicauda \| \| \| \| \| \| Neuquenaphis palliceps \| \| \| \| \| \| Neuquenaphis schlingeri \| \| \| \| \| \| Neuquenaphis sensoriata \| \| \| \| \| \| Neuquenaphis similis \| \| \| \| \| \| Neuquenaphis staryi \| \| \| \| \| \| Neuquenaphis valdiviana \| \| \| \| |
|              | Neuquenaphis bulbicauda |
|              | |
|              | Neuquenaphis chilensis |
|              | |
|              | Neuquenaphis edwardsi |
|              | |
|              | Neuquenaphis essigi |
|              | |
|              | Neuquenaphis michelbacheri |
|              | |
|              | Neuquenaphis neobulbicauda |
|              | |
|              | Neuquenaphis palliceps |
|              | |
|              | Neuquenaphis schlingeri |
|              | |
|              | Neuquenaphis sensoriata |
|              | |
|              | Neuquenaphis similis |
|              | |
|              | Neuquenaphis staryi |
|              | |
|              | Neuquenaphis valdiviana |
|              | |